# Me matan, Limón!
«Me matan, Limón!» es una canción y  sencillo de la banda de rock argentina Patricio Rey y sus Redonditos de Ricota, lanzado en el álbum Luzbelito de 1996. 
La idea central y título del tema concentra toda la atención: «Me matan, Limón!». La canción –de tono hermético para quienes no conocen la historia– cuenta los últimos minutos del narcotraficante colombiano Pablo Escobar, protegido hasta ese momento por su guardaespaldas más fiel, Álvaro de Jesús Agudelo, apodado Limón. En dos pasajes de la canción se hace referencia al «Bloque de Búsqueda» que había organizado la policía de ese país para capturar a Escobar: «por los techos viene el bloque», «Todo el bloque, Limón, / Nuestra gente, no / baila y canta, mi Dios!».